# New York-Penn League
La New York-Penn League è una lega minore del baseball americano (livello: A-), che opera nel nord-east degli Stati Uniti. 
La stagione regolare va da giugno a settembre. Le vincitrici di ogni division più la miglior classificata accedono ai playoff. Le semifinali e le finali si giocano al meglio delle 3 partite.
La lega fu fondata nel 1939 e attualmente è divisa in 3 division: McNamara,Pinckney e Stedler per un totale di 14 squadre.
La squadra detentrice a fine stagione 2019 è gli Brooklyn Cyclones affiliata ai New York Mets.